# عقد 630
عقد 630 هو عقد امتد بين 1 يناير 630 و31 ديسمبر 639 بحسب التقويم الميلادي. سبقه عقد 620 ولحقه عقد 640.

## أحداث
- معركة ذات السلاسل (633)
- معركة الجسر الحديدي (637)
- معركة ثنية العقاب (634)
- فتح مرعش (638)
- معركة النهر (633)
- معركة النمارق (634)
- معركة أليس (633)
- معركة الزميل (633)
- معركة اليمامة (632)
- معركة داثن (634)
- معركة دومة الجندل (633)
- قيام دولة الخلفاء الراشدين (632)

## مواليد
- محمد بن أبي بكر (631)
- كميل بن زياد (633)
- يعقوب الرهاوي (633)
- محمد بن الحنفية (637)
- طاووس بن كيسان (634)
- الإمبراطور تيمو (631)
- بيروز الثالث (636)
- كلوفيس الثاني (635)
- محمد الأوسط بن علي (635)
- عيسى بن عبد الله أبو عبد المنعم المدني (632)
- قسطنطين الثاني (630)

## وفيات
- جابان (636)
- أبو عبيدة بن الجراح (639)
- الأسود العنسي (632)
- عياش بن أبي ربيعة (636)
- يزيد بن أبي سفيان (639)
- أبو حذيفة بن عتبة (633)
- عباد بن بشر (632)
- الحارث بن كلدة (635)
- الطفيل بن عمرو الدوسي (633)
- كسرى الرابع (631)
- إدوين ملك نورثمبريا (633)
- النبي محمد صلى الله عليه وسلم (632)

## كتب
- Yves Denis Papin (1998). Chronologie de l'histoire ancienne. Lieu de publication non identifié: Éditions Jean-paul Gisserot. ISBN:2-87747-346-5. OCLC:40746926. مؤرشف من الأصل في 2022-03-16.
- موسوعة حضارة العالم (2002) لأحمد محمد عوف.

## روابط خارجية
- تصفح سنة بسنة عقد 630 على موقع onthisday.com
- تصفح سنة بسنة عقد 630 ابتداءً من سنة عقد 630 على موقع المكتبة الوطنية الفرنسية